# Daniele Suzuki
Daniele Suzuki (Río de Janeiro, 21 de septiembre de 1977) es una actriz y presentadora de televisión brasileña.

## Biografía
Daniele Suzuki es la hija de Hiroshi Suzuki, un japonés de primera generación brasileña de São Paulo. Su madre es Ivone Suzuki, una brasileña de Minas Gerais cuyos padres emigraron de Shizuoka.
Daniele es de ascendencia japonesa, italiana, alemana y amerindios. Su padre abandonó a su familia cuando ella tenía 15 años y se trasladó a São Paulo. Suzuki se crio en Río de Janeiro, por su madre y abuela. Se enfrentó a dificultades financieras y tenía que vivir en la casa amiga de su madre porque su padre vendió la casa de la familia, lo cual les deja otra opción. Ella dijo que "no pasan hambre porque ella siempre tenía amigos". Desde entonces, rara vez se informó a ver a su padre.
Cuando tenía 15 años, Daniele Suzuki comenzó su carrera como modelo, sin embargo se informó de que su apariencia japonesa limitado  algo sus posibilidades como modelo. Se graduó en Diseño Industrial en la PUC. Más tarde, ella comenzó a actuar. Ella ganó fama en la telenovela brasileña Malhação. Hoy en día, Suzuki también funciona como un host en mostrar Tribos, en el canal Multishow brasileño.

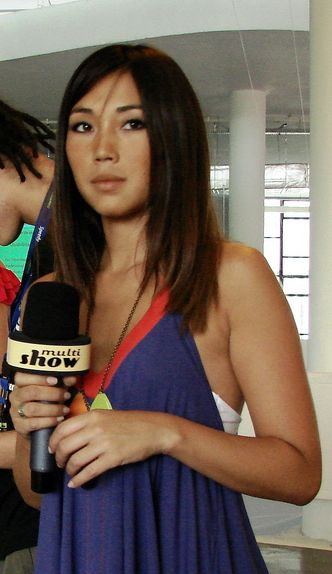
Daniele Suzuki.

## Filmografía

### Televisión
| Año  | Título           | Personaje              |
| ---- | ---------------- | ---------------------- |
| 2000 | Uga Uga          | Sarah                  |
| 2001 | Malhação         | Lúcia                  |
| 2002 | Sandy & Junior   | Yoko                   |
| 2003 | Malhação         | Miyuki Shimahara       |
| 2005 | Bang Bang        | Yoko Bell              |
| 2006 | Pé na Jaca       | Rosa Tanaka            |
| 2008 | Ciranda de Pedra | Alice/Amélia           |
| 2009 | Vivir la vida    | Ellen Murakami Moreira |
| 2012 | Cheias de Charme | Ella misma             |
| 2014 | Malhação         | Roberta Fraga          |

### Cine
| Año  | Título                                      | Personaje       |
| ---- | ------------------------------------------- | --------------- |
| 2000 | Woman on Top                                | Yoko            |
| 2002 | Avassaladores                               | Novia de Thiago |
| 2007 | Surpresa                                    | Maya            |
| 2008 | O Guerreiro Didi e a Ninja Lili             | Yolanda         |
| 2009 | Os Normais 2 - A Noite Mais Maluca de Todas | Zoé             |
| 2011 | Malu de Bicicleta                           | Asuka           |

### Como Presentadora
- Destino Verão
- Demorô
- Mandou Bem
- Tribos (de Multishow)
- Pé no Chão (actualmente)